# Лисник, Юлия
Юлия Лисник (род. 1 августа 1966, Дубоссары) — советская и молдавская легкоатлетка, специалистка по спортивной ходьбе. Выступала в 1980-х и 1990-х годах, действующая рекордсменка Молдавии на дистанциях 10 км, 20 км, 3000 метров в помещении, участница чемпионата мира в Штутгарте.

## Биография
Юлия Лисник родилась 1 августа 1966 года в Дубоссарах, Молдавская ССР. Занималась лёгкой атлетикой в Тирасполе и Одессе, представляла добровольное спортивное общество «Молдова» и Советскую Армию.
В 1984 году стартовала в ходьбе на 5000 метров на всесоюзных соревнованиях в Москве.
В 1985 году приняла участие в ходьбе на 10 000 метров на чемпионате СССР в Ленинграде.
В 1986 году отметилась выступлением на Играх доброй воли в Москве, где в зачёте ходьбы на 10 км заняла итоговое 26-е место.
В 1987 году на дистанции 10 000 метров соревновалась на чемпионате СССР по спортивной ходьбе в Чебоксарах.
В 1991 году на соревнованиях в Киеве и Новополоцке установила ныне действующие рекорды Молдавии в ходьбе на 10 и 20 км — 46:14 и 1:41:30 соответственно.
В 1993 году в составе молдавской сборной выступила на чемпионате мира в Штутгарте, в дисциплине 10 км показала на финише 26-й результат.
В 1994 году на чемпионате Европы в помещении в Париже в дисциплине 3000 метров в финал не вышла, но в ходе предварительного квалификационного этапа установила ныне действующий национальный рекорд — 13:10.43. Позднее в ходьбе на 10 км стартовала на чемпионате Европы в Хельсинки — с результатом 47:20 заняла здесь 22-е место.